# Gagliano Aterno
Gagliano Aterno è un comune italiano di 224 abitanti della provincia dell'Aquila in Abruzzo. Fa parte della Comunità montana Sirentina.

## Storia

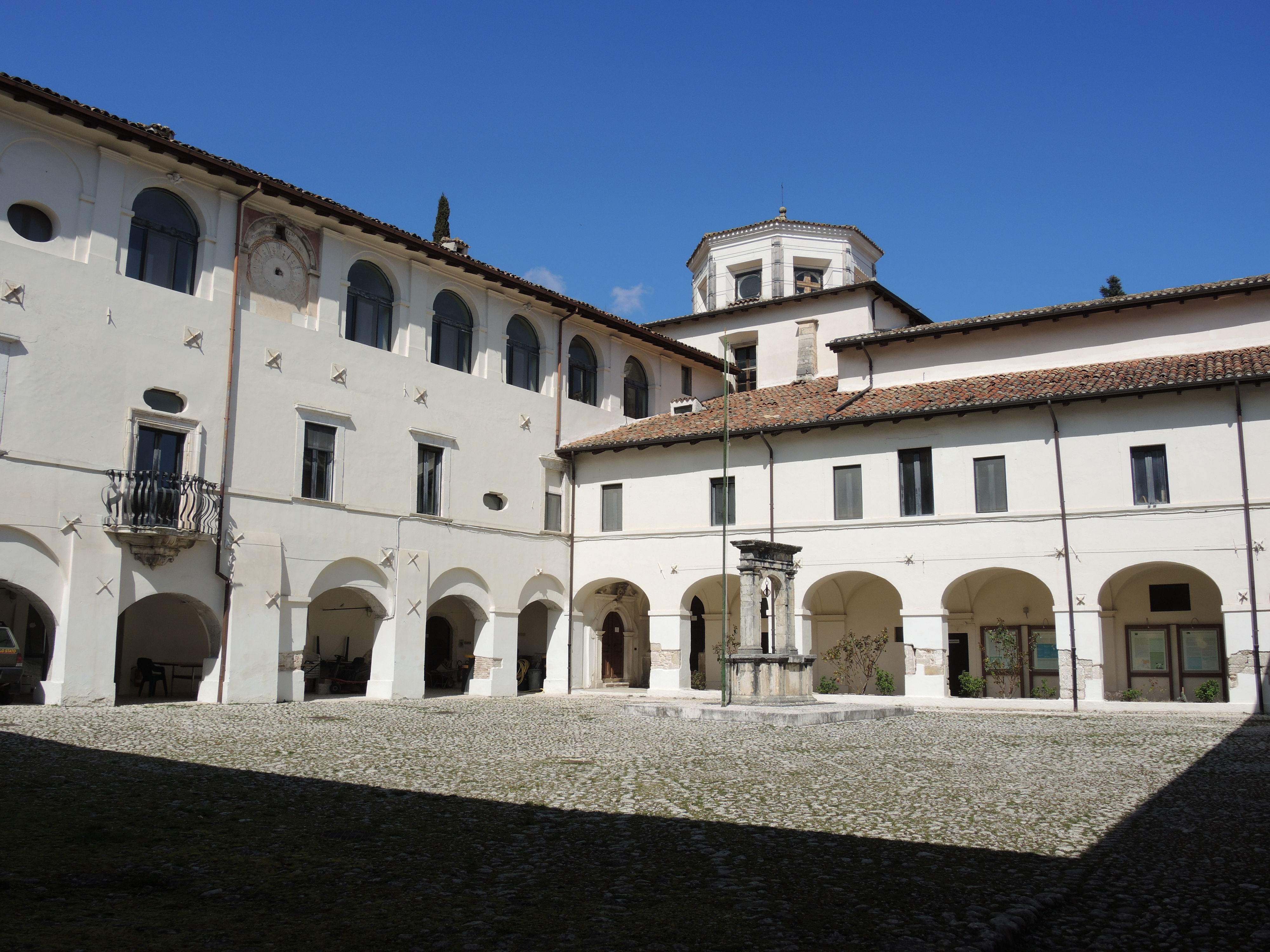
Monastero di Santa Chiara

Prime notizie di un pagus di nome Balianum o Boedinus si hanno in tarda epoca romana, essendo la valle Subequana abitata dalla popolazione italica dei Peligni.
Nel 1073 il Castello di Gallianum ed altri territori della valle vengono ceduti dal Conte dei Marsi e di Valva Teodino al Monastero di Farfa, insieme con le Chiese di San Martino e di San Benedetto; questa notizia, conservata nel Chronicon Farfense e tramandata dagli storici del XVIII secolo, anticipa la fondazione del borgo, legandola alla Contea Marsicana, che all'epoca inglobava anche quella di Valva, e non più all'arrivo dei Normanni in Abruzzo (come finora ipotizzato dagli storici); va da sé che è anticipata anche la fondazione della chiesa di S. Martino, e si pone il problema dell'intitolazione originaria del monastero di S. Matteo, che presumibilmente doveva essere nato nei secoli precedenti come monastero di S. Benedetto, in linea con le fondazioni monastiche benedettine dell'area.
Nel 1090 i Conti Valvensi che risiedevano (non sappiamo se tutti o in parte) nel Castello di Galliano confermarono al Monastero di Farfa la Chiesa di S. Giovanni, a cui afferiva anche il cimitero del Castello e di tutto il territorio circostante.
Nel XIII secolo venne edificata la chiesa conventuale di Santa Chiara. Edificata da maestranze locali e della vicina Sulmona, la chiesa di San Martino è una valida testimonianza di arte gotica abruzzese del Duecento. Nel secolo successivo venne ampliato il castello, mentre nel 1424 Gagliano subì l'assedio delle milizie di Braccio da Montone, perché fedele alleata dell'Aquila e della causa angioina.
Nei secoli successivi il castello venne trasformata trasformato in residenza gentilizia dai Barberini, anche per via dei terremoti del 1706 e del 1915. 

### Il sisma del 2009
A seguito del sisma del 6 aprile 2009 nel borgo si sono verificati alcuni crolli e numerose lesioni ad abitazioni private. Numerosi sono i gaglianesi ora residenti all'Aquila che sono tornati nel borgo per passare il periodo di ricostruzione.

### Simboli
Lo stemma e il gonfalone di Gagliano Aterno sono stati concessi con decreto del presidente della Repubblica del 9 gennaio 2006.
Il gonfalone è un drappo di giallo.

## Monumenti e luoghi d'interesse

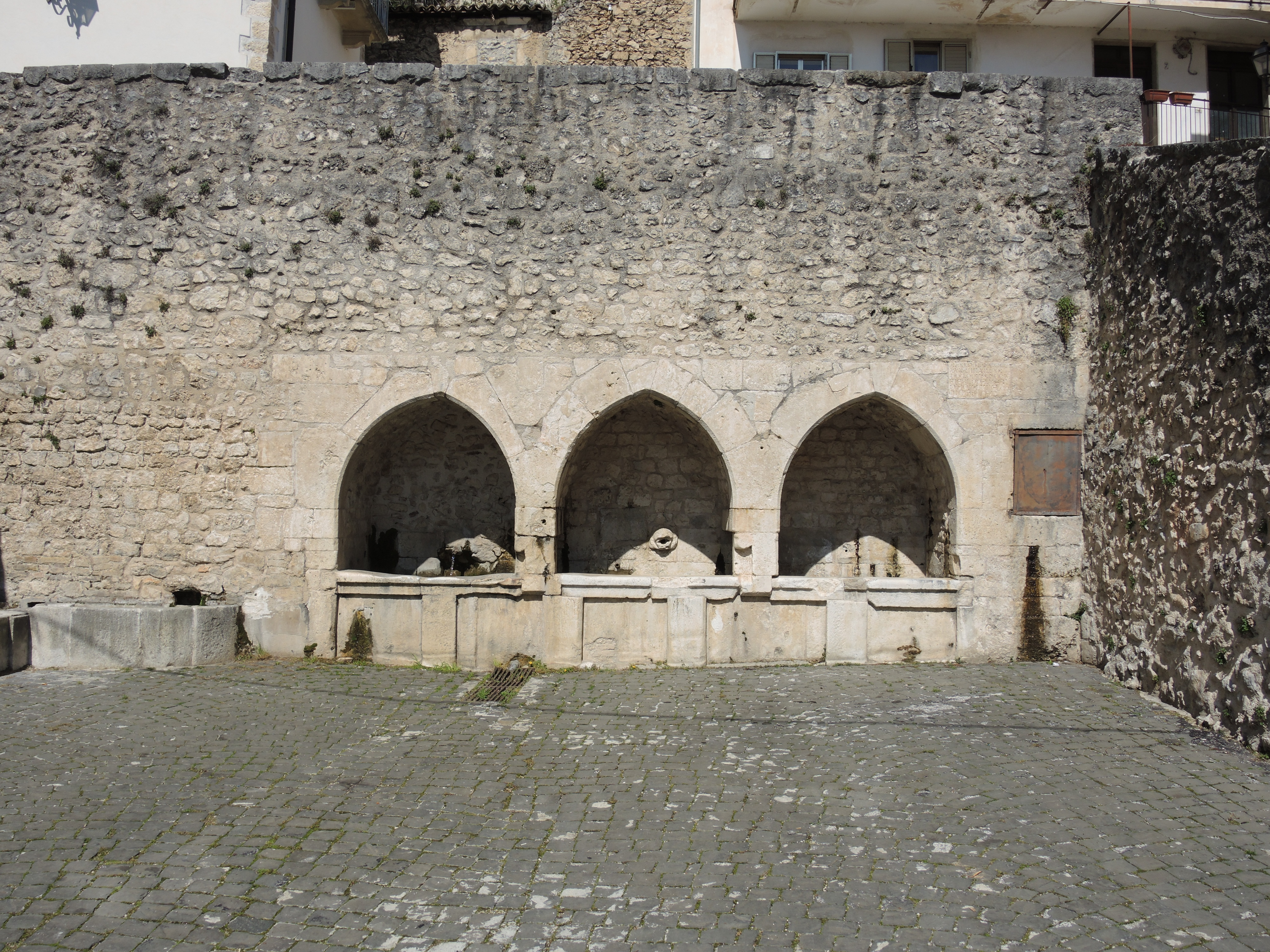
Fontana medievale

### Architetture religiose
- Monastero di Santa Chiara con il Museo dell'orso: fu costruito prima del 1286, donato poi alle clarisse. Il monastero ha la formazione a L, con il chiostro rettangolare trasformato nel XVII secolo. La struttura è a navata unica, collegata con il monastero delle clarisse da tre finestre a grate, poste sulla parete di fondo dell'altare maggiore. Nel 1748 fu ristrutturato il coro delle monache, realizzando un ambiente a due livelli, con piano basso organizzato su nove campate rettangolari, coperte da volte a crociera, sorrette da quattro pilastri. L'ambiente superiore è un unico locale destinato al coro, con gli scanni in legno delle suore. La facciata è stata cambiata nel corso dei secoli ed oggi è una normale struttura con il portale principale sulla destra, e finestre barocche sparse. Il campanile è una piccola torretta superiore.
- Chiesa di San Martino: fu costruita per volere di Isabella di Celano nel XIV secolo in gotico sulmonese. Fu cambiata all'interno nei restauri dopo il terremoto del 1706. La chiesa è a tre navate, con navatelle coperte da piccole cupole, transetto non sporgente e abside poligonale. La facciata monumentale in pietra è a termine orizzontale, sistemata nel 1614, con rosone centrale trecentesco. Gli stemmi nobili sono delle famiglie Acquaviva e Berardi di Celano. Il portale gotico è di fabbrica sulmonese, realizzato con strombature e lunetta affrescata. È caratterizzato da colonne tortili, sorrette da leoni stilofori, con il bassorilievo sul timpano di San Martino che dona il mantello. Il campanile è una robusta torre con cuspide.
- Fontana medievale: fu realizzata per volere della contessa Isabella D'Acquaviva nel 1344. La fontana è in stile gotico, presenta una pianta a L ed è composta da tre nicchie con arco a sesto acuto in pietra squadrata, ricavate nello spessore del muro. In ognuna di esse è collocata una cannella, originariamente in pietra, come le mensole sottostanti per l'appoggio delle conche, ormai consumate dall'uso. Sul lato sinistro è presente un abbeveratoio per gli animali costituito da una lunga vasca appoggiata al muro perimetrale.

### Borgo fortificato del castello

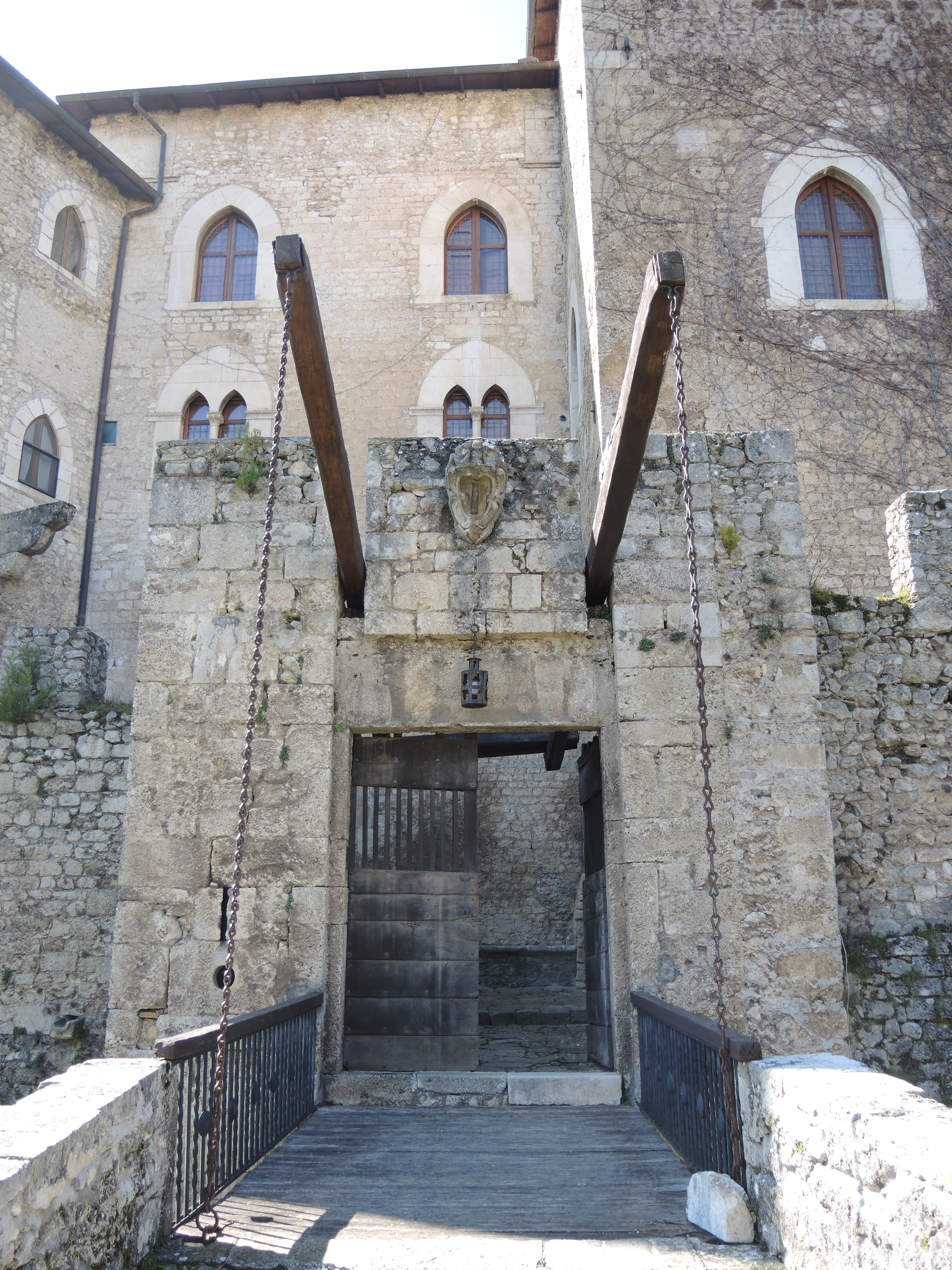
Castello di Gagliano Aterno

Il castello fu profondamente ristrutturato a partire dal 1328 da Isabella d'Acquaviva, madre del conte di Celano Pietro II. I lavori del castello andarono avanti per circa 15 anni. Successivamente nel 1462 il castello fu distrutto da Braccio da Montone. Più avanti il castello come tutta la contea di Celano passò nelle mani dei Piccolomini. Poi nel settecento i Barberini divennero i nuovi proprietari della rocca, e nell'Ottocento passò ai Lazzaroni.
Il castello è rimasto nelle forme quattrocentesche, assumendo però l'aspetto di un palazzo signorile. Sono visibili il corpo centrale con le bifore e un grande portico scandito da due settori di arcate a tutto sesto.
Verso l'esterno restano tracce delle mura e una torretta circolare.

### Aree naturali
- Altopiano di Baullo[8]
- Parco naturale regionale Sirente-Velino

## Società

### Evoluzione demografica
Abitanti censiti

## Amministrazione
| Periodo        | Periodo        | Primo cittadino          | Partito                                                       | Carica  | Note          |
| -------------- | -------------- | ------------------------ | ------------------------------------------------------------- | ------- | ------------- |
| 23 aprile 1995 | 13 giugno 2004 | Mario Antonio Di Braccio | Lista Civica di Sinistra (1995-1999) Lista Civica (1999-2004) | Sindaco | [ 10 ] [ 11 ] |
| 14 giugno 2004 | 29 marzo 2010  | Agostino Petriglia       | Lista Civica                                                  | Sindaco | [ 12 ]        |
| 30 marzo 2010  | in carica      | Mario Antonio Di Braccio | Lista Civica Un Paese per tutti                               | Sindaco | [ 13 ] [ 14 ] |

### Gemellaggi
- Hamilton, dal 1992[15]